# 丘为
丘为（702年—797年），嘉兴（今浙江省嘉兴市附近）人，唐朝著名山水田園詩派诗人。

## 生平
武后长安二年（702年）生，事继母孝，尝有灵芝生堂下。屢试不第，歸山攻讀數年，天宝元年（742年），丘为再次参加科举考试，為刘单榜進士及第。授职太子右庶子。贞元四年（788年）为由前左散骑常侍致仕。丘为八十歲时，其母尚在人世，观察使韩滉感其孝心，给其俸禄养老。丘为善诗，与王维、刘长卿友善，时相唱和。八十多岁辞官还鄉，贞元十三年（797年）卒，年九十六。相传是唐代享寿最高的一位诗人。其诗大抵为五言，格调清幽淡逸，多写田園風光，为盛唐田园山水诗派作者之一。以《题农父庐舍》、《寻西山隐者不遇》、《左掖梨花》、《泛若耶溪》等较著名。例如：“冷艳全欺雪，余香乍入衣”（《左掖梨花》），堪称佳句；“春风何时至？已绿湖上山”（《题农父庐舍》），工于炼字，王安石《泊船瓜洲》之“春风又绿江南岸”盖脱胎于此。原有集，已佚。《全唐诗》存其詩13首。

## 文學風格
丘为在唐朝诗坛主要活跃于唐玄宗开元、天宝年间。诗作多数描写山水田园风光和闲情逸致，语言清新平淡，清净朴素。其《题农父庐舍》名句“东风何时至，已绿湖上山”曾被北宋王安石化用“春风又绿江南岸，明月何时照我还。”

## 亲友
- 好友：王维、韦应物

## 作品
《全唐诗》收录其诗作十三首。